# USS Fechteler (DE-157)
USS Fechteler (DE-157) là một tàu hộ tống khu trục lớp Buckley được Hải quân Hoa Kỳ chế tạo trong Chiến tranh Thế giới thứ hai. Nó là chiếc tàu chiến đầu tiên của Hải quân Mỹ được đặt cái tên này, theo tên Chuẩn đô đốc Augustus Francis Fechteler (1857-1921), người từng tham gia các cuộc Chiến tranh Tây Ban Nha-Hoa Kỳ, Chiến tranh Philippines-Hoa Kỳ và Chiến tranh Thế giới thứ nhất. Nó đã phục vụ trong chiến tranh cho đến khi bị đắm trúng ngư lôi phóng từ tàu ngầm Đức U-967 vào ngày 5 tháng 5, 1944 tại Địa Trung Hải. Fechteler được tặng thưởng một Ngôi sao Chiến trận do thành tích phục vụ trong Thế Chiến II.

## Thiết kế và chế tạo
Những chiếc thuộc lớp tàu hộ tống khu trục Buckley có chiều dài chung 306 ft (93 m), mạn tàu rộng 37 ft 1 in (11,30 m) và độ sâu mớn nước khi đầy tải là 11 ft 3 in (3,43 m). Chúng có trọng lượng choán nước tiêu chuẩn 1.400 tấn Anh (1.400 t); và lên đến 1.740 tấn Anh (1.770 t) khi đầy tải. Hệ thống động lực bao gồm hai turbine hơi nước General Electric công suất 13.500 mã lực (10.100 kW), dẫn động hai máy phát điện công suất 9.200 kilôwatt (12.300 hp) để vận hành hai trục chân vịt;  công suất 12.000 hp (8.900 kW) cho phép đạt được tốc độ tối đa 23 kn (26 mph; 43 km/h), và có dự trữ hành trình 6.000 nmi (6.900 mi; 11.000 km) khi di chuyển ở vận tốc đường trường 12 kn (14 mph; 22 km/h).
Vũ khí trang bị bao gồm ba pháo 3 in (76 mm)/50 cal trên tháp pháo nòng đơn có thể đối hạm hoặc phòng không, một khẩu đội 1,1 inch/75 caliber bốn nòng và tám pháo phòng không Oerlikon 20 mm. Vũ khí chống ngầm bao gồm một dàn súng cối chống tàu ngầm Hedgehog Mk. 10 (có 24 nòng và mang theo 144 quả đạn); hai đường ray Mk. 9 và tám máy phóng K3 Mk. 6 để thả mìn sâu. Khác biệt đáng kể so với lớp Evarts dẫn trước là chúng có thêm ba ống phóng ngư lôi Mark 15 21 inch (533 mm). Thủy thủ đoàn đầy đủ bao gồm 186 sĩ quan và thủy thủ.
Fechteler được đặt lườn tại Xưởng hải quân Norfolk ở Portsmouth, Virginia vào ngày 7 tháng 2, 1943. Nó được hạ thủy vào ngày 22 tháng 4, 1943; được đỡ đầu bởi cô Joan S. Fechteler, cháu nội Chuẩn đô đốc Fechteler, và nhập biên chế vào ngày 1 tháng 7, 1943 dưới quyền chỉ huy của Hạm trưởng, Thiếu tá Hải quân Clayton Rogers Simmers.

## Lịch sử hoạt động
Sau khi hoàn tất chuyến đi chạy thử máy huấn luyện tại khu vực Bermuda, trong giai đoạn từ ngày 8 tháng 9 đến ngày 31 tháng 12, 1943, thực hiện hai chuyến đi hộ tống vận tải khứ hồi trên tuyến đường New York-Tây Ấn-Bắc Phi bảo vệ cho các tàu chở dầu vận chuyển nhiên liệu sang chiến trường. Sau khi được đại tu tại New York, nó tham gia vào việc thử nghiệm tàu ngầm tại khu vực vịnh Narragansett, rồi lên đường vào ngày 28 tháng 2, 1944, đi ngang qua Azores để đến Londonderry, Bắc Ireland. Đến nơi vào ngày 6 tháng 3, nó tham gia vào một đoàn tàu vận tải để hộ tống chúng trong hành trình quay trở về Hoa Kỳ, về đến New York vào ngày 22 tháng 3.
Vào ngày 1 tháng 4, Fechteler rời New York để đi Hampton Roads, Virginia, nơi nó tham gia một đoàn tàu vận tải và hướng đến Bizerte, đến nơi vào ngày 22 tháng 4; trên đường đi đoàn tàu phải chịu đựng không kích của máy bay đối phương. Trong chặng quay trở về tại khu vực Tây Địa Trung Hải vào ngày 5 tháng 5, chiếc tàu hộ tống khu trục trúng phải ngư lôi phóng từ tàu ngầm U-boat Đức U-967 do Thiếu tá Hải quân Albrecht Brandi chỉ huy. Khi Fechteler bắt đầu bị vỡ làm đôi và sắp chìm, lệnh bỏ tàu được đưa ra, và nó đắm lúc 05 giờ 30 phút tại tọa độ . 29 thành viên thủy thủ đoàn đã tử trận cùng 26 người khác bị thương. Tàu chị em Laning (DE-159) và các tàu khác của đoàn tàu vận tải đã cứu vớt được 186 người sống sót. Tên nó được cho rút khỏi danh sách Đăng bạ Hải quân vào ngày 18 tháng 7, 1944.

## Phần thưởng
Fechteler được tặng thưởng một Ngôi sao Chiến trận do thành tích phục vụ trong Thế Chiến II.
|  |             |  |
|  | Bronze star |  |

| Dãi băng Hoạt động Tác chiến (truy tặng) |                                                                              |                                      |
| Huân chương Chiến dịch Hoa Kỳ            | Huân chương Chiến dịch Châu Âu-Châu Phi-Trung Đông với 1 Ngôi sao Chiến trận | Huân chương Chiến thắng Thế Chiến II |